# Graafschap Kleef
Het graafschap Kleef werd omstreeks 1033 gesticht door keizer Hendrik II, die Rutger I ermee beleende. Het werd gevormd uit bezittingen die vrijkwamen na de val van Balderik van Duffelgouw en Adela van Hamaland. Ook kreeg het graafschap van het sticht Utrecht delen van het voormalige graafschap Teisterbant in leen.  
De kern van het oorspronkelijke graafschap bestond uit de Zwanenburcht bij Kleef en de burcht Monterberg bij Kalkar. Later werd het gebied uitgebreid ten koste van het Rijk en het keurvorstendom Keulen. In de dertiende eeuw breidde het bezit zich uit op de rechter Rijnoever (Wezel, Duisburg, de heerlijkheid Dinslaken). In de veertiende eeuw kwam daar Emmerik bij.
Na het uitsterven van de graven van Kleef in 1368 kwam het graafschap ten gevolge van het huwelijk van Margaretha van Kleef met graaf Adolf II van de Mark aan hun zoon Adolf III. Na de dood van zijn oudere broer Engelbert III in 1391 werden beide graafschappen in personele unie verenigd. In 1461 werden beide gebieden bestuurlijk verenigd. Volgens het Wapenboek, Codex Beieren (rond 1400-1500) gaat het om het familie- en landwapen van hoge adel en het Hertogdom van Kleef onder het Heilige Roomse Rijk.
In 1417 werd het graafschap Kleef op het Concilie van Konstanz verheven tot hertogdom Kleef. 